# اوسپنکا (شهرستان تابونسکی، سرزمین آلتای)
اوسپنکا (به لاتین: Uspenka) یک منطقهٔ مسکونی در روسیه است که در سرزمین آلتای واقع شده‌است.